# 恋をしようよ Yeah! Yeah!
『恋をしようよ Yeah!Yeah!』（こいをしようよ・イェー!・イェー!）は、LINDBERGの10作目のシングル。

## 概要
- コカ・コーラCF曲。
- この曲で1992年末の『第43回NHK紅白歌合戦』に初出場した（LINDBERG唯一の『紅白歌合戦』出演である）。

## 収録曲
1. 恋をしようよ Yeah!Yeah! (4:12)
（作詞：渡瀬マキ　作曲：川添智久　編曲：井上龍仁、LINDBERG）
2. Dream Factory（LIVE VERSION） (4:26)
（作詞：渡瀬マキ　作曲：小柳昌法　編曲：佐藤宣彦、LINDBERG）
1991年11月2日、国立代々木競技場第一体育館でのもの。
3. 恋をしようよ Yeah!Yeah!（カラオケ）(4:12)

## 楽曲の収録アルバム
- LINDBERG V
- FLIGHT RECORDER 1989-1992 -little wing-
- SINGLES -FLIGHT RECORDER II-
- LINDBERG WORKS -COMPOSER'S BEST-
- BEST OF SINGLES
- FINAL BEST
- FINAL FLIGHT
- LINDBERG XX
- VOICELESS RECORDER 1989-1992 -from FLIGHT RECORDER-[注釈 1]
- 青春の歌姫たち⑧〜GOOD TIMES DIVA Vol.8[注釈 2]
- 君のうた 僕のうた vol.8[注釈 3]
- TRANCE BEST＊SAKURA PARTY[注釈 4]
- '93ポップ・ヒット・マーチ～晴れたらいいね～[注釈 5]